# Temporada do Sport Lisboa e Benfica de 2019–20
A temporada 2019–2020 é a 116ª temporada desde a existência e a 86ª consecutiva na Primeira Liga.
O Sport Lisboa e Benfica, na temporada 2019–2020, participa em cinco competições:Supertaça, Primeira Liga, Taça de Portugal, Taça da Liga e Liga dos Campeões.

## Equipamentos

### Marca de equipamento
- Adidas

### Patrocínios
- Fly Emirates |  Sagres

### Equipamentos
| Equipamento titular | Equipamento alternativo |

## Plantel
Legenda
- : Capitão
- : Jogador lesionado

## Transferências de verão

### Entradas
| Data                | Nome           | Nacionalidade | Posição | Origem             | Valor             | Ref.                |
| ------------------- | -------------- | ------------- | ------- | ------------------ | ----------------- | ------------------- |
| 1 de março de 2019  | Caio Lucas     | Brasil        | EE      | Al Ain             | Custo zero        | [ 1 ]               |
| 28 de junho de 2019 | Jhonder Cádiz  | Venezuela     | PL      | Vitória de Setúbal | 3,00 M €          | .                   |
| 30 de junho de 2019 | André Carrillo | Peru          | ED      | Al-Hilal           | Fim do empréstimo | [carece de fontes?] |

### Saídas
| Data                | Nome              | Nacionalidade | Posição | Destino             | Valor             | Ref.                |
| ------------------- | ----------------- | ------------- | ------- | ------------------- | ----------------- | ------------------- |
| 1 de julho de 2019  | Raúl Jiménez      | México        | PL      | Wolverhampton       | 38,00 M €         | [ 3 ]               |
| ?? de 2019          | Luka Jović        | Sérvia        | PL      | Eintracht Frankfurt | 5,00 M €          | [carece de fontes?] |
| 30 de junho de 2019 | Sébastien Corchia | França        | LD      | Sevilha             | Fim do empréstimo | [carece de fontes?] |

## Transferências de inverno

### Entradas
| Data                  | Nome         | Nacionalidade | Posição | Origem            | Valor      | Ref.  |
| --------------------- | ------------ | ------------- | ------- | ----------------- | ---------- | ----- |
| 31 de janeiro de 2019 | Julian Weigl | Alemanha      | MD      | Borussia Dortmund | Custo zero | [ 4 ] |

## International Champions Cup 2019
| 21 de julho de 2019 | Benfica | v | Guadalajara | Santa Clara, Estados Unidos |
|                     |         |   |             | Estádio: Levi's Stadium     |